# بيدرو مارتينز (منافس ألعاب قوى)
بيدرو مارتينز (بالبرتغالية: Pedro Martins‏) هو منافس ألعاب قوى برتغالي، ولد في 12 يناير 1968.

## وصلات خارجية
- بيدرو مارتينز على موقع الاتحاد الدولي لألعاب القوى (الإنجليزية)
- بيدرو مارتينز على موقع الاتحاد الأوروبي لألعاب القوى (الإنجليزية)
- بيدرو مارتينز على موقع أوليمبيديا (الإنجليزية)